# Moviment Socialista
El Moviment Socialista (MS) (originalment, i en euskera: «Mugimendu Sozialista») o corrent socialista («ildo sozialista») és un movimient polític i social d'origen basc d'ideologia comunista format a finals de la dècada de 2010. Està format per diferents organitzacions a l'Estat espanyol relacionades entre si, cadascuna amb un espai d'acció definit.

## Ideologia
Encara que neix del mateix espai sociològic que el Moviment d'Alliberament Nacional Basc, el Moviment Socialista va trencar des dels seus inicis amb l'esquerra abertzale i amb la seva estratègia, situant-se com un moviment organitzat al marge d'aquesta, ja que consideren que l'esquerra abertzale té unes posicions socialdemòcrates incompatibles amb la revolució socialista i que el comunisme ha estat arraconat «de manera sistemàtica». Els territoris fora d'Euskal Herria que també s'han anat incorporant al Moviment també parteixen de la ruptura amb experiències polítiques prèvies, com és el cas dels Països Catalans amb Arran o de la resta de l'estat amb la UJCE. Les diferents organitzacions que formen el moviment s'agrupen entorn de les idees del marxisme, el comunisme, l'autogestió, el feminisme de classe, el sobiranisme i la creació d'un «Estat socialista basc».

## Història

### 2011-2018: Formació del Moviment
Després del cessament definitiu de l'activitat armada d'ETA en 2011, diverses tensions i contradiccions en el si de l'esquerra abertzale es van accelerar, creant-se multitud d'organitzacions que no assumien les tesis oficials que es van establir i que reclamaven una estratègia diferent, més enfocada a l'institucionalisme. Amb el pas del temps, a través de l'intercanvi d'idees entre diferents militants vinculats al moviment estudiantil i gaztetxes, van començar a establir-se les bases del que més tard seria el corrent o moviment socialista. En aquest procés inicial, van tenir especial rellevància blogs com Borroka garaia, on es van publicar reflexions i textos desenvolupats pels militants.
El moviment estudiantil va tenir una gran importància en la creació del Moviment Socialista, ja que va ser a Ikasle Abertzaleak on van xocar notablement els dos corrents principals en un enfrontament pel lideratge de l'organització. A l'octubre de 2018 definitivament es va trencar l'aliança que havia existit entre l'organització estudiantil i la juvenil de l'esquerra abertzale, que en aquell moment era Ernai, en considerar que «s'han allunyat per complet la visió i pràctica política de totes dues organitzacions». Aquest fet va confirmar la ruptura del MLNV amb Ikasle Abertzaleak, els quals van reivindicar en el seu VII Congrés (2019) la construcció d'un «Estat socialista basc». Ernai, per part seva, va posar en marxa Ikama, una nova organització estudiantil.

### 2019-2022: Etapa de constitució
Al gener de 2019, es va posar en marxa la publicació digital Gedar, per a donar veu a les organitzacions i militants del Moviment. Es va declarar obertament com l'element de propaganda i comunicació política del mateix, creat amb la finalitat de servir d'eina política per a la classe treballadora. Al febrer del mateix any, es va presentar la Gazte Koordinadora Sozialista (GKS) en el frontó Auzolana de Vitòria. GKS va néixer amb l'objectiu d'abordar la problemàtica de la joventut des d'una perspectiva de classe. GKS i Ikasle Abertzaleak van posar en marxa diverses iniciatives conjuntes, entre les quals destacava l'Euskal Herriko Gazte Sozialisten Topagunea (Punt de Trobada de Joves Socialistes d'Euskal Herria»).
En aquest mateix any sorgia Erraki, amb l'objectiu d'incidir en els espais autogestionats, com els gaztetxes. La idea darrere d'Erraki era establir els marcs necessaris per a superar les limitacions que podien existir en la gestió aïllada d'aquests espais, a través de la solidaritat de classe i dotant-los de mecanismes d'autodefensa. A l'octubre de 2020, Itaia, xarxa de dones socialistes existent des de 2018, es va definir com a organització socialista de dones. D'aquesta forma, Itaia passava a ser una organització en el si del MS que abordava la problemàtica de gènere des d'una perspectiva de classe.
En el mateix any, sorgia el primer Kontseilu Sozialista («Consell Socialista») en Iruñerria. Aquesta nova organització buscava analitzar la realitat des d'una perspectiva socialista, i naixia amb la intenció de ser una organització intergeneracional —fins a aquest moment, les diferents organitzacions del MS estaven centrades en espais d'acció molt concrets i, principalment, en la joventut. Amb el temps, van sorgir més nuclis sota el paraigua de Kontseilu Sozialistak en diferents comarques d'Euskal Herria. El 2021, dins del MS, sorgia l'organització Ekida, amb l'objectiu de treballar l'art i la cultura des d'una perspectiva socialista, i al 2023 sorgeix el Sindicat d'Habitatge Socialista d'Euskal Herria, el primer sindicat d'habitatge enquadrat sota una estratègia socialista.

### 2023-Actualitat: Etapa d'expansió
El 17 de juliol de 2022, diverses assemblees fan pública la creació d'un nou espai polític anomenat Horitzó Socialista. El moviment va sorgir a Catalunya fruit d'una escissió de l'organització juvenil Arran a causa de diferències polítiques, ideològiques i estratègiques al si de l'organització independentista. Això donaria pas al 2023 a la creació de l'Organització Juvenil Socialista, de Bastida i del Sindicat d’Habitatge Socialista de Catalunya (SHSC).
En un context similar, al març del 2024, fruit d'un procés de debat i reflexió entre la Trobada pel Procés Socialista i un sector majoritari de militants de l'UJCE, organització juvenil del PCE, neix la Coordinadora Juvenil Socialista (CJS), i a Galícia es crea Creba Socialista.

## Organitzacions

#### Euskal Herria
- Gazte Koordinadora Sozialista (GKS): organització juvenil.
- Gedar: mitjà de difusió
- Ikasle Abertzaleak (IA): sindicat estudiantil.
- Itaia: organització de dones.
- Kontseilu Sozialistak: organitzacions d'acció global.
- Erraki: organització a favor dels centres ocupats autogestionats.
- Ekida: organització artística i cultural.
- Euskal Herriko Etxebizitza Sindikatu Sozialista: sindicat d'habitatge.

#### Països Catalans
- Organització Juvenil Socialista (OJS): organització juvenil (Catalunya, País Valencià i Mallorca)
- Horitzó Socialista: mitjà de difusió
- Sindicat d’Habitatge Socialista de Catalunya: sindicat d'habitatge

#### Galícia
- Creba Socialista: organització juvenil

#### Estat espanyol
- Coordinadora Juvenil Socialista (CJS): organització juvenil
- Diari Socialista: mitjà de difusió
- Banzai: sindicat estudiantil a Granada
- Universitat Popular: think tank